# Eoplophysis
Eoplophysis vetustus is een dinosauriër die tijdens het middelste Jura leefde in het gebied van het huidige Engeland.
In 1910 benoemde Friedrich von Huene een nieuwe soort van de stegosauriër Omosaurus: Omosaurus vetustus. De soortaanduiding betekent "de oeroude". De soort was gebaseerd op holotype OUM J.14000, een verweerd dijbeen van een jong dier, in Oxfordshire in de westelijke oeverbank van de Cherwell ten zuiden van Enslow Bridge opgegraven in een laag van de Cornbrashformatie die dateert uit het late Bathonien, in de zogenaamde Shipton-on-Cherwell Quarry. Het kan zijn dat het gaat om herwerkt ouder materiaal uit de Forest Marble. In 1964 hernoemde Oskar Kuhn de soort tot Dacentrurus vetustus; Dacentrurus was de vervangingsnaam voor Omosaurus welke naam al bezet was door een lid van de Phytosauria.
Soms werd Dacentrurus vetustus als een geldige soort gezien maar vaker als een nomen dubium. In 1983 maakte Peter Malcolm Galton, die het taxon valide achtte, er een  Lexovisaurus? vetustus van. In 2008 concludeerde Susannah Maidment dat het niet een zeker was dat het om een stegosauriër ging. Het zou ook om een jonge sauropode kunnen gaan. Het bot toonde geen synapomorfieën, gedeelde nieuwe kenmerken, met de Stegosauria, buiten de van voor naar achter korte gewrichtsknobbels welke sauropoden echter ook bezitten. Ze plaatste het taxon als Dinosauria incertae sedis. In 2014 benoemde Roman Oelanski een apart geslacht: Eoplophysis, de "gewapende vorm van de dageraad". Dat verlost het geslacht Dacentrurus van een dubieuze soort. Oelanski dacht overigens wel dat het om een stegosauriër ging en beklemtoonde de verschillen met andere stegosauriërs. De typesoort van Eoplophysis is de oorspronkelijke soortnaam: Omosaurus vetustus.
Het holotype bestaat uit het bovenstuk en onderstuk van een rechterdijbeen. Een gedeelte van de schacht ontbreekt. De oorspronkelijke lengte zal ruim een halve meter geweest zijn. Galton wees in 1980 nog wat andere specimina aan de soort toe: OUM J29770: een ruggenwervel; OUM J29827: een wervellichaam van een halswervel; en verder BMNH R5938, STGCM 1944.41 (ook wel SDM 44.41) en BMNH R5838: allemaal osteodermen. Het gaat om materiaal van verschillende plaatsen en formaties dat gemeen heeft dat het resten van stegosauriërs uit Midden-Engeland betreft, met zo'n 168 miljoen jaar de geologisch oudste die ter wereld bekend zijn. Een verband met Eoplophysis is niet te bewijzen.